# Ghiacciaio Viedma
Il ghiacciaio Viedma è un ghiacciaio appartenente al Parco nazionale Los Glaciares. È il più grande del Sud America, situato nella zona di confine tra Argentina e Cile. Nasce a 70 km dal suo fronte, sul vulcano Lautaro e si tuffa direttamente nel Lago Viedma in Argentina all'estremità occidentale di quest'ultimo. Questo fronte è alto 50 metri e ha una larghezza di circa 1.250 metri. La superficie totale del ghiacciaio raggiunge i 970 km². Nella sua parte terminale il ghiacciaio si comporta come una diga naturale bloccando il deflusso dell'acqua che poi forma un lago.
Il ghiacciaio si forma all'interno del Campo di ghiaccio Patagonico Sud e attraversa un canyon situato tra Cerro Huemul e Cerro Campana.
Sotto il ghiaccio c'è il vulcano Viedma, che ebbe l'ultimo movimento eruttivo nel 1988.